# Мурашёв, Аркадий Николаевич
Аркадий Николаевич Мурашёв (род. 2 декабря 1957 год, г. Жагань, Польская Народная Республика) — советский и российский политический деятель, народный депутат СССР, начальник ГУВД города Москвы, депутат Государственной Думы ФС РФ первого созыва (1993—1995).

## Биография
В 1980 году получил высшее образование на энергомашиностроительном факультете Московского высшего технического училища имени Н. Э. Баумана, инженер по двигателям летательных аппаратов. С 1980 по 1989 год работал в Институте высоких температур Академии наук СССР инженером, старшим инженером, научным сотрудником. 
С 1982 года работал освобождённым заместителем секретаря комитета ВЛКСМ Института высоких температур, затем научным сотрудником по магнитной гидродинамике. В 1987 году стал депутатом Московского городского совета, был членом постоянной комиссии по вопросам перестройки управления экономикой. В 1989—1990 годах был членом КПСС. В 1989 году был выдвинут кандидатом в народные депутаты СССР коллективом Института высоких температур АН СССР и избран от Тимирязевского избирательного округа г. Москвы. Был членом Комитета Верховного Совета СССР по науке, народному образованию, культуре и воспитанию; секретарём Координационного совета Межрегиональной депутатской группы. В начале 1990 года участвовал в деятельности «Демократической платформы» в КПСС, однако уже в мае 1990 вышел из партии. Принимал участие в учредительной конференции Демократической партии России, на которой был избран заместителем председателя партии. В декабре 1990 на I съезде ДПР вышел из неё вместе с Г. Э. Бурбулисом и Г. К. Каспаровым, мотивируя это несогласием с «диктаторским стилем руководства» председателя партии Н. И. Травкина и «необольшевистскими тенденциями в партийной идеологии». Возглавлял оргкомитет движения «Демократическая Россия», был одним из 6 его сопредседателей.
Был начальником ГУВД города Москвы (сентябрь 1991 года — 9 ноября 1992 года). В 1993 году стал председателем Центра либерально-консервативной политики. Участвовал в создании предвыборного блока «Выбор России».
В 1993 году был избран депутатом Государственной думы РФ I созыва (по общефедеральному списку блока «Выбор России»). В Государственной думе был членом комитета по международным делам, координатором фракции «Выбор России». В марте 1994 года член инициативной группы по созданию партии Демократический выбор России (ДВР).
Состоял в «Союзе правых сил». В 2000 году являлся председателем исполкома московского отделения движения «Союз правых сил». В 2001 году избран первым заместителем председателя московской городской организации СПС.
С 1995 года работает в компании «ЭППА — европейские консультанты», по состоянию на 2020 год — председатель.